# Huracà sobre l'illa
Huracà sobre l'illa (títol original: The Hurricane) és una pel·lícula de 1937 estatunidenca ambientada als mars del sud, dirigida per John Ford i produïda per Samuel Goldwyn Productions. El clímax presenta un "huracà" generat mitjançant efectes especials. És protagonitzada per Dorothy Lamour i Jon Hall, amb Mary Astor, Raymond Massey i John Carradine. James Norman Hall, l'oncle de Jon Hall, va coescriure la novel·la homònima en què es basa la pel·lícula. Està doblada al català.

## Argument
Un mariner polinesi empresonat injustament després de defensar-se d'un atac és perseguit implacablement pel governador francès de la seva illa.

## Repartiment
- Dorothy Lamour com Marama
- Jon Hall com Terangi
- Mary Astor com Madame Germaine De Laage
- C. Aubrey Smith com Pare Paul
- Thomas Mitchell com Dr. Kersaint
- Raymond Massey com Governador Eugene De Laage
- John Carradine com Warden
- Jerome Cowan com Capità Nagle
- Al Kikume com Cap Mehevi
- Layne Tom Jr. com Mako
- Mamo Clark com Hitia
- Movita Castaneda com Arai

## Producció
L'actor Jon Hall havia aparegut en diversos papers amb diferents noms. Va mantenir el nom de "Jon Hall" durant la resta de la seva carrera.

## Premis i nominacions
La pel·lícula va ser nominada a tres premis de l'Acadèmia, guanyant en la categoria al millor so.
- Millor gravació de so - Thomas T. Moulton
- Millor actor secundari (nominació) - Thomas Mitchell
- Millor música, partitura (nominació) - Alfred Newman

## Recepció crítica
El crític del New York Times, Frank S. Nugent, va elogiar l'efecte especial climàtic creat per James Basevi, afirmant: "És un huracà fer-te volar des de la fossa de l'orquestra fins al primer pis. És un huracà per filmar els teus ulls amb deriva, per colpejar-te les orelles amb el seu tro, per agafar-te al cor i enviar el teu diafragma saltant sobre la teva costella flotant cap a la regió just al sud de les teves amígdales". Va felicitar les actuacions de tots els actors principals amb l'excepció de Hall, el Terangi del qual va ser descrit com "un Tarzan competent". Nugent també va criticar el ritme desigual, però al final, va caracteritzar la pel·lícula com "un dels espectacles més emocionants que ha proporcionat la pantalla aquest any".